# Walter Mischel
Walter Mischel (* 22. Februar 1930 in Wien; † 12. September 2018 in New York City) war ein US-amerikanischer Persönlichkeitspsychologe österreichischer Herkunft, der die Robert-Johnston-Niven-Professur an der Columbia University innehatte. Nach einer im Jahre 2002 in der Fachzeitschrift Review of General Psychology veröffentlichten Studie steht Walter Mischel an 25. Stelle der am häufigsten in Lehrbüchern zitierten Psychologen des 20. Jahrhunderts. Mithilfe seines Marshmallow-Tests zeigte er die Wichtigkeit des Belohnungsaufschubs für den akademischen, emotionalen und sozialen Erfolg einer Person.

## Leben
Nach dem Anschluss Österreichs an das Deutsche Reich 1938 floh Mischels Familie wegen ihrer jüdischen Abstammung in die USA, hilfreich dafür war die US-Staatsbürgerschaftsurkunde von Mischels Großvater. Er wuchs in Brooklyn auf und studierte bei George A. Kelly und Julian B. Rotter an der Ohio State University, wo er 1956 zum Ph.D. in klinischer Psychologie promoviert wurde.
Anschließend lehrte Mischel zunächst an der University of Colorado, ab 1958 an der Harvard University und ab 1962 an der Stanford University. 1983 wechselte Mischel zurück an die Ostküste, wo er seitdem an der Columbia University forschte und lehrte. Er starb im September 2018 im Alter von 88 Jahren daheim in Manhattan an den Folgen von Bauchspeicheldrüsenkrebs.

## Persönlichkeitsmodell
Mischel kritisierte die geringe Vorhersagekraft des Trait-Ansatzes der Persönlichkeitspsychologie und forderte eine stärkere Berücksichtigung der situativen Parameter. Oft ist Verhalten mehr durch Situationsfaktoren beeinflusst als durch Persönlichkeitseigenschaften. Diese Sichtweise wird heute Interaktionismus genannt, doch in Mischels Erstveröffentlichung Personality and Assessment (1968) taucht dieser Begriff nicht auf. Seine Sicht der Persönlichkeit führte zu intensiven Debatten mit Eysenck.
Das in den 1970er-Jahren entstandene kognitive Persönlichkeitsmodell von Mischel erklärt verschiedene Verhaltensweisen durch fünf Personenvariablen:
- Kompetenz: Wissen und Fähigkeiten, die bestimmte Kognitionen zu Verhaltensweisen ermöglichen
- Strategien der Enkodierung: Art des Individuums, Informationen durch Selektion, Kategorisierung und Assoziationen zu verarbeiten
- Erwartung: Vorwegnahme wahrscheinlicher Ergebnisse bei bestimmten Handlungen in bestimmten Situationen
- Persönliche Werte: Bedeutung, die Reizen, Ergebnissen, Menschen und Aktivitäten zugemessen werden
- Selbstregulierende Systeme und Pläne: erlernte Regeln zur Verhaltenssteuerung, Zielbestimmung und Effektivitätsbewertung

Die Auswirkungen dieser Personenvariablen hängen von der Ein- oder Mehrdeutigkeit einer Situation ab. Ist eine Situation mehrdeutig oder zweifelhaft, so haben die Personenvariablen ihre größten Auswirkungen.

## Das Belohnungsaufschub-Paradigma
In den Jahren 1968 bis 1974 führte er mit etwa vier Jahre alten Kindern aus der Vorschule des Stanford Campus Experimente zum Belohnungsaufschub durch. In Einzelsitzungen wurde den Kindern ein begehrtes Objekt vor Augen geführt, beispielsweise ein Marshmallow (in Varianten des Experiments wurden u. a. Kekse, Salzgebäck oder Pokerchips aus Plastik verwendet). Der Versuchsleiter teilte dem jeweiligen Kind mit, dass er für einige Zeit den Raum verlassen würde, und verdeutlichte ihm, dass es ihn durch Betätigen einer Glocke zurückrufen konnte und dann einen Marshmallow erhalten würde. Würde es aber warten, bis der Versuchsleiter von selbst zurückkehrte, erhielte es zwei Marshmallows. Hatte das Kind die Glocke nicht betätigt, kehrte der Versuchsleiter gewöhnlich nach 15 Minuten zurück. Die durchschnittlichen Wartezeiten der Kinder betrugen in verschiedenen Abwandlungen des Experiments ca. 6 bis 10 Minuten, streuten allerdings sehr stark um diese Mittelwerte.
Mischel fand in Nachbeobachtungsstudien in den Jahren 1980–1981: Je länger die Kinder im ursprünglichen Experiment gewartet hatten, desto kompetenter wurden sie als Heranwachsende in schulischen und sozialen Bereichen beschrieben, und desto besser konnten sie mit Frustration und Stress umgehen sowie Versuchungen widerstehen; darüber hinaus zeigten sie auch eine tendenziell höhere schulische Leistungsfähigkeit.
Nachdem diese Experimente und Nachuntersuchungen bereits über Jahrzehnte eine weltweite Resonanz in Forschung und Medien gehabt hatten, fasste Mischel seine Ergebnisse 2014 (deutsch 2015) in einem allgemeinverständlichen Buch zusammen. Eine Rezension in der FAZ betonte die vielen anschaulichen Beispiele für die Umsetzung im Alltag und das Fazit, „wichtige Entscheidungen nicht in Stress- oder Ausnahmesituationen zu treffen, sondern seine Optionen in ruhiger Umgebung nüchtern abzuwägen.“
Die Korrelation von Belohnungsaufschub und Erfolg im späteren Leben zeigte sich auch in einer Spezialstudie, bei der schwerpunktmäßig Kinder von Müttern ohne College-Abschluss getestet wurden. Allerdings war hier die Korrelation schwächer als in den ursprünglichen Studien.

## Schriften (Auswahl)
- W. Mischel, Y. Shoda, M. L. Rodriguez: Delay of gratification in children. In: Science. 244, 1989, S. 933–938.
- W. Mischel, O. Ayduk: Willpower in a cognitive-affective processing system: The dynamics of delay of gratification. In: R. F. Baumeister, K. D. Vohs (Hrsg.): Handbook of self-regulation: Research, Theory, and Applications. Guilford, New York 2004, S. 99–129.
- The Marshmallow Test: Mastering Self-Control. Little Brown, New York 2014, ISBN 978-0-316-23087-2.
  - Der Marshmallow-Test: Willensstärke, Belohnungsaufschub und die Entwicklung der Persönlichkeit, Siedler Verlag, München 2015, ISBN 978-3-641-11927-0.

## Preise und Auszeichnungen
- 1991 Aufnahme in die American Academy of Arts and Sciences
- 1997 Ehrendoktorwürde der Ohio State University
- 2004 Aufnahme in die United States National Academy of Sciences
- 2007 Präsident der Association for Psychological Science
- 2010 Ehrendoktorwürde der Hebräischen Universität Jerusalem
- 2011 Grawemeyer Award für Psychologie
- 2012 Ludwig-Wittgenstein-Preis[9]